# سینما قدس (اهواز)
سینما قدس یک سینما در شهر اهواز، ایران است.
این سینما که متعلق به حوزه هنری می‌باشد در سال ۱۳۳۰ با یک سالن افتتاح شده است.